# Hemisfério sul

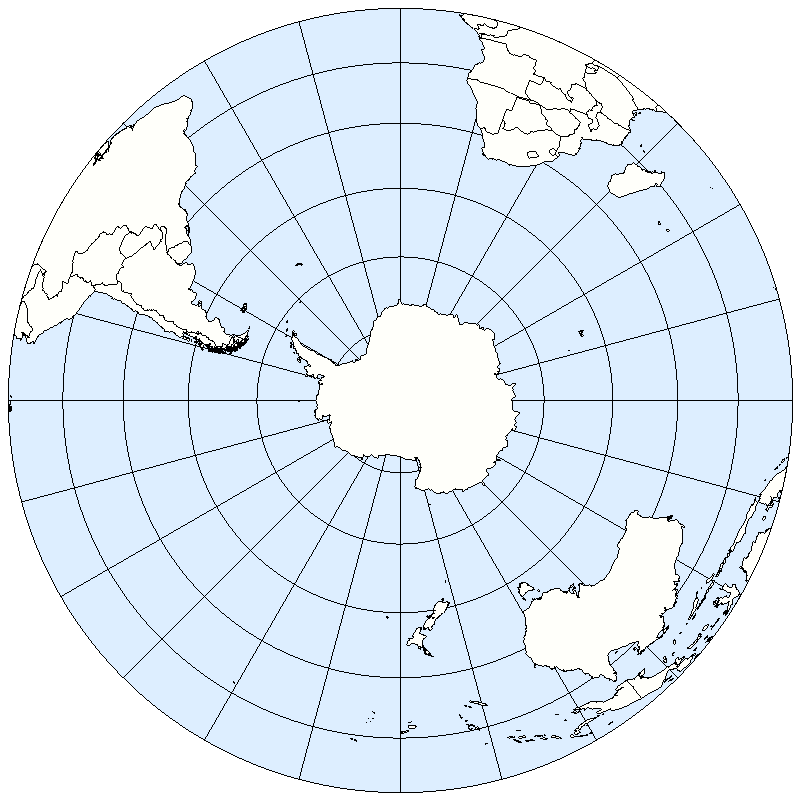
O hemisfério sul visto de cima do polo sul

O hemisfério sul destacado em amarelo. Os hemisférios parecem desiguais nesta imagem porque a Antártica não é mostrada e o equador é um pouco baixo demais, mas na realidade são do mesmo tamanho

O hemisfério sul é a metade (hemisfério) da Terra que fica ao sul da linha do equador. Ele contém todo ou partes de cinco continentes (Antarctica, Oceania, cerca de 90% da América do Sul, um terço da África, e várias ilhas ao largo da continental continente da Ásia), quatro oceanos (Índico, Atlântico Sul, Antártico e Pacífico Sul), Nova Zelândia e a maior parte de Ilhas do Pacífico na Oceania. Sua superfície é de 80,9% de água, em comparação com 60,7% de água no caso do Hemisfério Norte, e contém 32,7% do território terrestre.
Devido à inclinação da rotação da Terra em relação ao Sol e ao plano da eclíptica, o verão vai de dezembro a fevereiro (inclusive) e o inverno vai de junho a agosto (inclusive). 22 de setembro ou 23 é o vernal equinócio de e 20 de março ou 21 é o equinócio de outono. O Polo Sul está localizado no centro da região hemisférica sul.

## Características
Os climas do hemisfério sul tendem a ser ligeiramente mais amenos do que aqueles em latitudes semelhantes no hemisfério norte, exceto na Antártica, que é mais fria do que no Ártico. Isso ocorre porque o hemisfério sul tem muito mais oceano e muito menos terra; a água aquece e esfria mais lentamente do que a terra. As diferenças também são atribuídas à transferência de calor oceânica e diferentes extensões de armadilhas de efeito estufa.

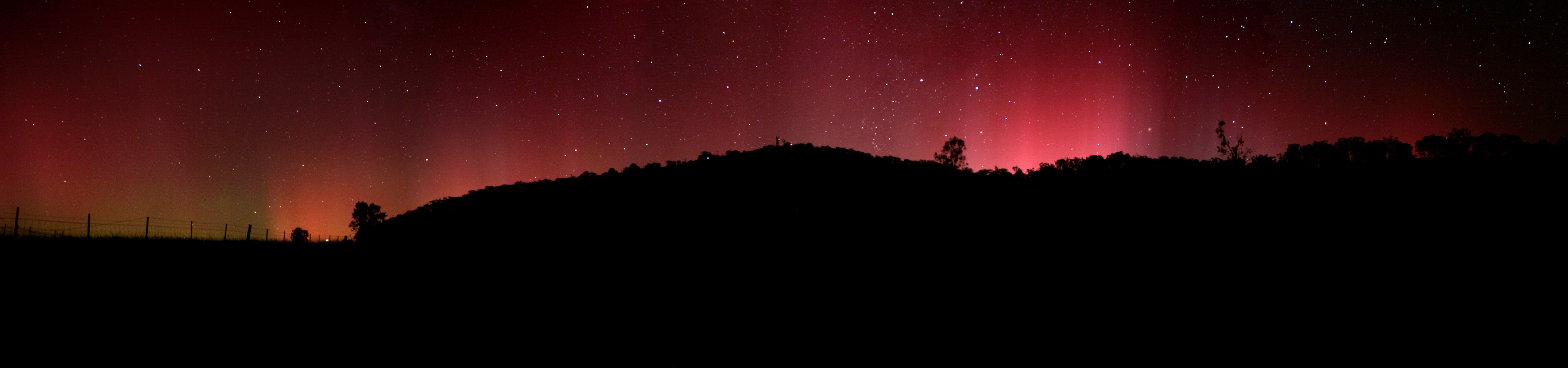
Aurora polar aparecendo no céu noturno de Swifts Creek, 100 km (62 milhas) ao norte de Lakes Entrance, Victoria, Australia

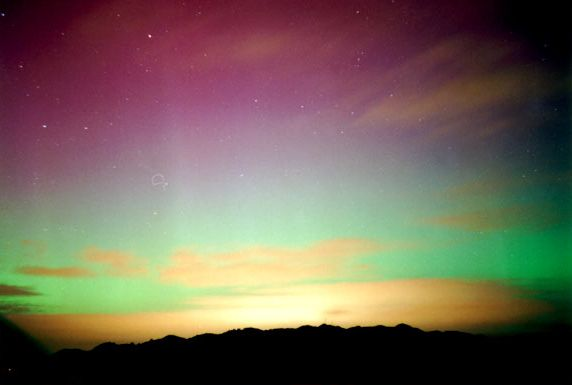
Aurora polar aparecendo da Ilha Stewart / Rakiura no sul da Nova Zelândia

No hemisfério sul, o sol passa de leste a oeste pelo norte, embora ao norte do Trópico de Capricórnio o sol médio possa estar diretamente acima ou ao norte ao meio-dia. O Sol segue uma trajetória da direita para a esquerda através do céu do norte, ao contrário do movimento da esquerda para a direita do Sol quando visto do hemisfério norte ao passar pelo céu do sul. As sombras projetadas pelo sol giram no sentido anti-horário ao longo do dia e os relógios de sol têm as horas aumentando no sentido anti-horário. Durante os eclipses solares vistos de um ponto ao sul do Trópico de Capricórnio, a Lua se move da esquerda para a direita no disco do Sol (ver, por exemplo, fotos com temporizações do eclipse solar de 13 de novembro de 2012), enquanto vista de um ponto ao norte do Trópico de Câncer (ou seja, no hemisfério norte), a Lua se move da direita para a esquerda durante os eclipses solares.
O efeito Coriolis faz com que ciclones e tempestades tropicais girem no sentido horário no hemisfério sul (em oposição ao anti-horário no hemisfério norte).
A zona temperada do sul, uma subseção do hemisfério sul, é toda oceânica.
A Constelação de Sagitário que inclui o centro galáctico é uma constelação ao sul, bem como ambas as Nuvens de Magalhães. Isso, combinado com céus mais claros, proporciona uma excelente visualização do céu noturno do hemisfério sul com estrelas mais brilhantes e numerosas.
As florestas do hemisfério sul têm características especiais que as diferenciam das do hemisfério norte. Tanto o Chile quanto a Austrália compartilham, por exemplo, espécies únicas de faia ou Nothofagus, e a Nova Zelândia tem membros dos gêneros estreitamente relacionados Lophozonia e Fuscospora. O eucalipto é nativo da Austrália, mas agora também é plantado na África Meridional e na América Latina para a produção de celulose e, cada vez mais, para uso em biocombustíveis.

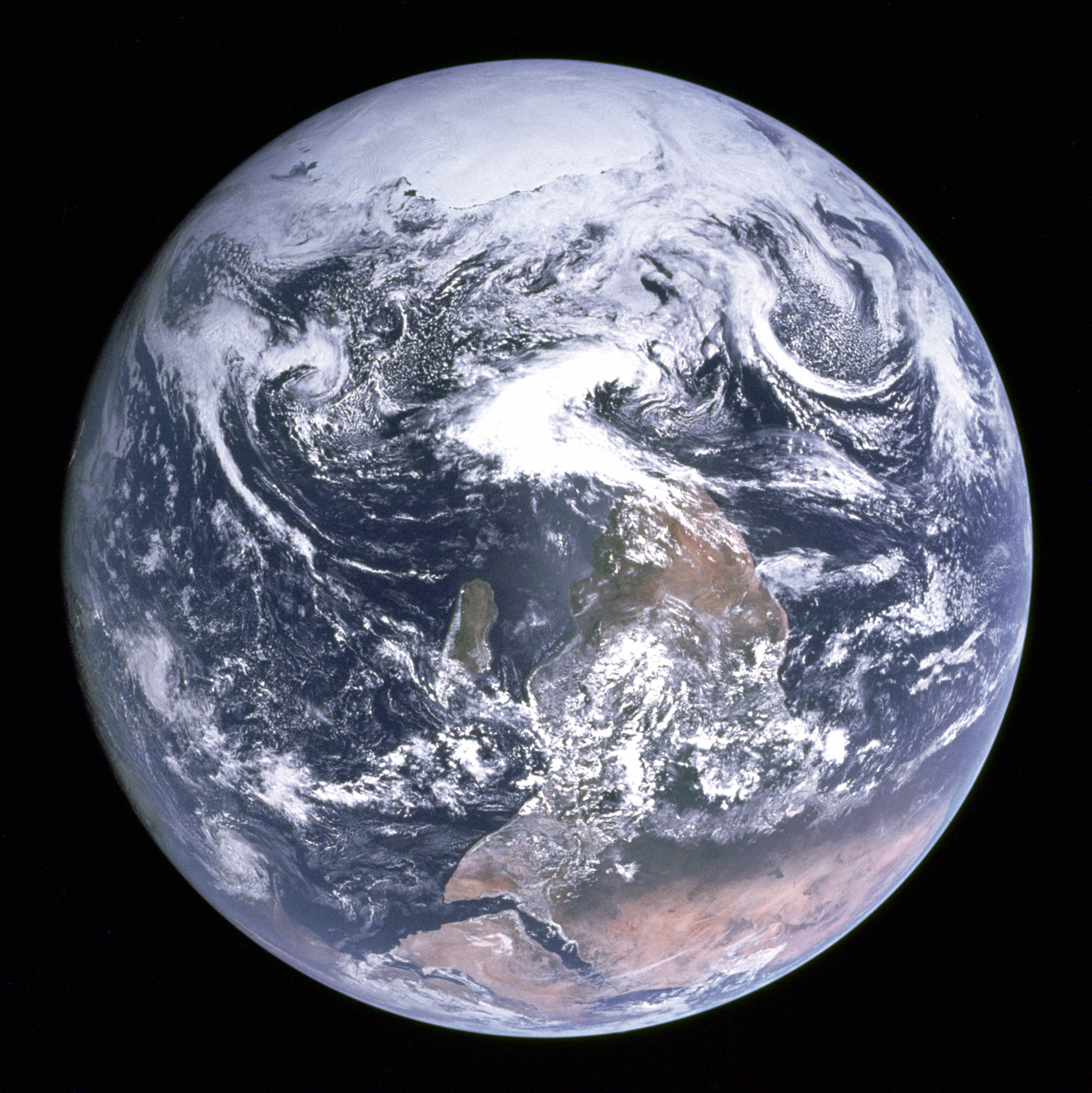
Uma foto da Terra da Apollo 17 (Blue Marble) com o polo sul no topo e o continente da África

## Demografia e geografia humana
Mais de 800 milhões de pessoas vivem no hemisfério sul, representando cerca de 10–12% do total da população humana global. Desses 800 milhões de pessoas, mais de 200 milhões vivem no Brasil, o maior país em área terrestre no Hemisfério Sul, enquanto 145 milhões vivem na ilha de Java, a mais populosa do mundo. O país mais populoso do hemisfério sul é a Indonésia, com 267 milhões de pessoas (cerca de 30 milhões dos quais vivem ao norte da linha do Equador nas porções setentrionais das ilhas de Sumatra e o português é a língua mais falada do Hemisfério Sul, com mais de 230 milhões de falantes em oito países.
As maiores áreas metropolitanas do Hemisfério Sul são Jacarta (33 milhões de pessoas), São Paulo (22 milhões), Kinshasa/Brazzavile (17 milhões), Buenos Aires (16 milhões), Rio de Janeiro (13 milhões), Surabaya (12 milhões), Joanesburgo (11 milhões), Lima (10 milhões), Bandung (9 milhões), Luanda (8 milhões), Dar es Salaam (7 milhões), Santiago, Semarang (6 milhões cada), Sydney, Belo Horizonte e Melbourne (5 milhões cada). Importantes centros financeiros e comerciais no hemisfério sul incluem São Paulo, onde a B3 (bolsa de valores) está sediada, junto com Sydney, sede da Australian Securities Exchange, Jacarta, sede da Indonésia Stock Exchange, Joanesburgo, sede da Johannesburg Stock Exchange, e Buenos Aires, sede da Bolsa de Valores de Buenos Aires, a mais antiga bolsa de valores do hemisfério sul.
Entre as nações mais desenvolvidas do Hemisfério Sul está a Austrália, com um PIB nominal per capita de US$ 51 885 e um Índice de Desenvolvimento Humano (IDH) de 0,944, o oitavo maior do mundo no relatório de 2020. A Nova Zelândia também está bem desenvolvida, com um PIB nominal per capita de US$ 38 675 e um IDH de 0,931, colocando-se em 14º lugar no mundo em 2020. As nações menos desenvolvidas do hemisfério sul agrupam na África e Oceania, com Moçambique e Burundi encontra-se nos extremos mais baixos do IDH, com 0,456 (número 181 no mundo) e 0,433 (número 185 no mundo), respetivamente. Os PIBs nominais per capita desses dois países não passam de US$ 550, uma pequena fração da renda dos australianos e neozelandeses.
As religiões mais difundidas no hemisfério sul são o cristianismo na América do Sul, África do Sul, Austrália e Oceania, seguido pelo islamismo na maioria das ilhas da Indonésia e em partes do sudeste da África, e o hinduísmo, que se concentra principalmente nas ilhas e ao redor delas de Bali, Maurício e Lombok.
A cidade mais antiga continuamente habitada no hemisfério sul é Bogor, no oeste de Java, que foi fundada em 669 EC. Textos antigos dos reinos hindus predominantes na área registram definitivamente 669 EC como o ano em que Bogor foi fundada. No entanto, algumas evidências mostram que Zanzibar, um antigo porto com cerca de 200 000 habitantes na costa da Tanzânia, pode ser mais antigo que Bogor. Um texto greco-romano escrito entre 1 e 100 EC, o Periplus do Mar Erythraean, mencionou a ilha de Menuthias (grego antigo: Μενουθιάς) como um porto comercial na costa leste da África, que é provavelmente a pequena ilha de Unguja na Tanzâniaem que Zanzibar está localizado. As civilizações monumentais mais antigas do hemisfério sul são a civilização Norte Chico e a cultura Casma-Sechin da costa norte do Peru. Essas civilizações construíram cidades, pirâmides e praças nos vales dos rios costeiros do norte do Peru, com algumas ruínas datadas de 3600 AEC.

## Continentes

### África

#### Território totalmente coberto
- África do Sul
- Angola
- Botsuana
- Burundi
- Comores
- Lesoto
- Madagáscar
- Malauí
- Maurícia
- Moçambique
- Namíbia
- Ruanda
- Seychelles
- Essuatíni
- Tanzânia
- Zâmbia
- Zimbábue

#### Maior parte do território
- República Democrática do Congo
- Gabão
- Congo

#### Parte do território
- Guiné Equatorial
- Quênia
- São Tomé e Príncipe
- Uganda

### Ásia

#### Território todo coberto
- Timor-Leste

#### Maior parte do território
- Indonésia

### Oceania

#### Território todo coberto
- Austrália
- Ilhas Fiji
- Ilhas Salomão
- Nauru
- Nova Zelândia
- Papua-Nova Guiné
- Samoa
- Tonga
- Tuvalu
- Vanuatu
- Polinésia Francesa (incluindo o Tahiti)

#### Maior parte do território
- Kiribati

### América (América do Sul)

#### Território todo coberto
- Argentina
- Bolívia
- Chile
- Paraguai
- Uruguai

#### Maior parte do território
- Brasil
- Equador
- Peru

#### Parte do território
- Colômbia